# Blåvinda
Blåvinda (Convolvulus tricolor) är en vindeväxtart. Blåvinda ingår i släktet vindor, och familjen vindeväxter. Arten förekommer tillfälligt i Sverige, men reproducerar sig inte.

## Bildgalleri

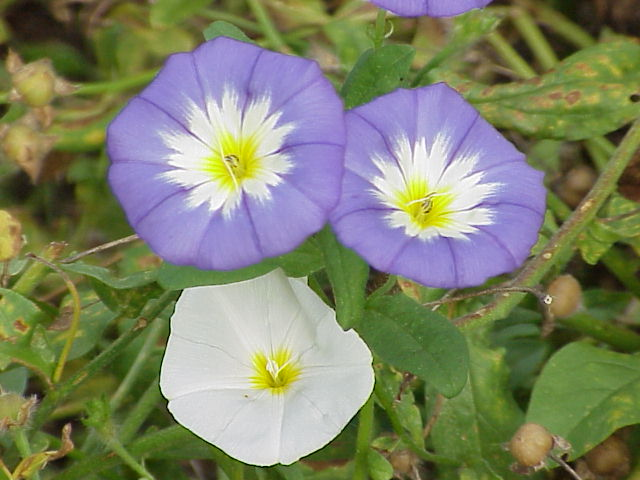
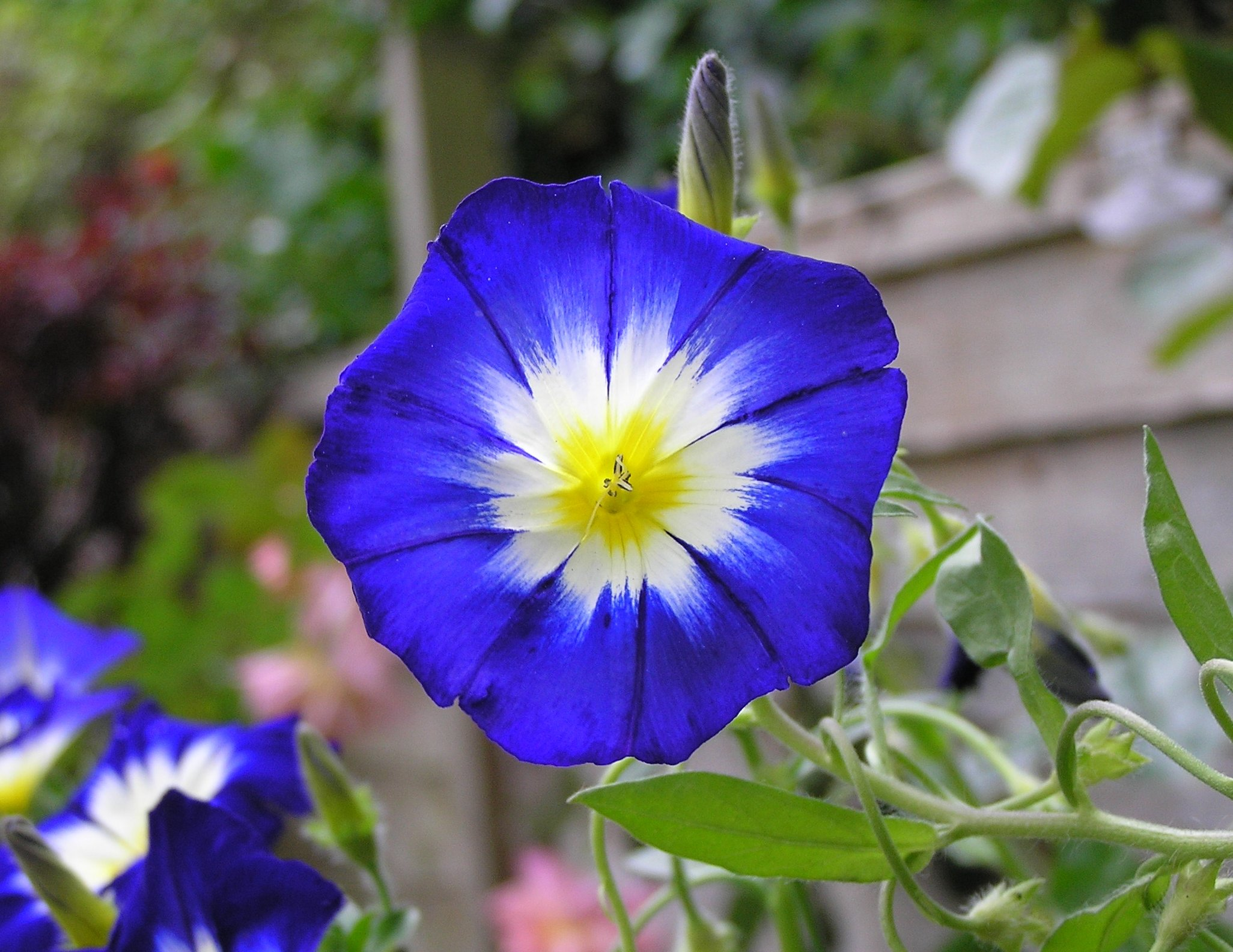
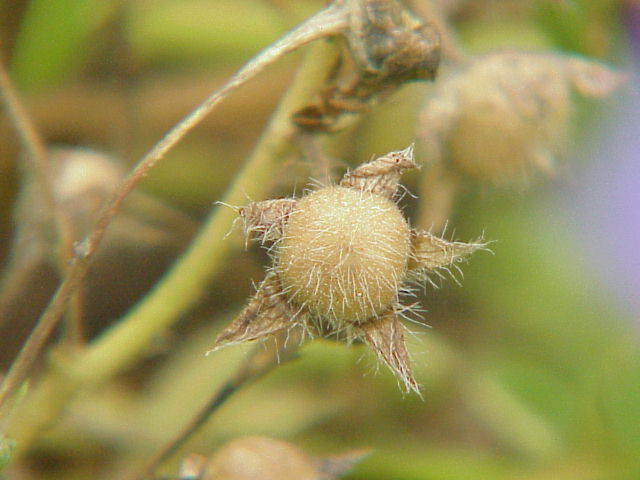